# Gera Hauptbahnhof
Gera Hauptbahnhof – stacja kolejowa w Gera, w kraju związkowym Turyngia, w Niemczech. Stacja posiada 4 perony.